# Ramalhal
Ramalhal is een plaats (freguesia) in de Portugese gemeente Torres Vedras en telt 3052 inwoners (2001).